# Fichtelberg (gmina)

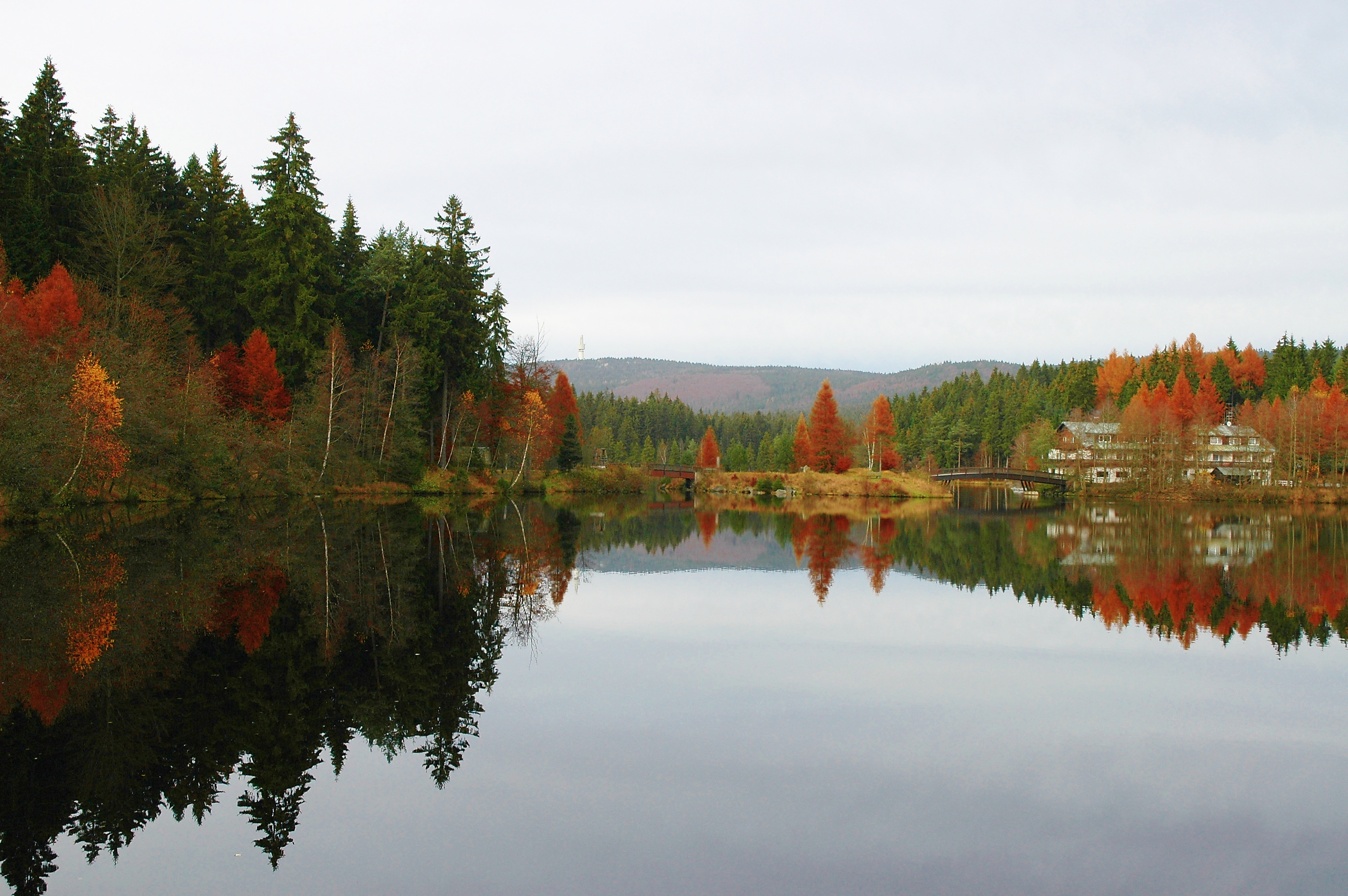
Jezioro Fichtelsee (widok od strony południowej)

Fichtelberg – gmina w Niemczech, w kraju związkowym Bawaria, w rejencji Górna Frankonia, w regionie Oberfranken-Ost, w powiecie Bayreuth. Leży w Smreczanach, przy drodze B303.
Gmina położona jest 22 km na północny wschód od Bayreuth, 34 km na południe od Hof i 81 km na północny wschód od Norymbergi.

## Podział administracyjny
Części gminy:
- Fichtelberg
- Hüttstadl
- Neubau

## Polityka
Wójtem jest Jose-Ricardo Castro Riemenschneider. Rada gminy składa się z 15 członków:
|      | CSU | SPD | CSF | Razem     |
| 2002 | 6   | 5   | 4   | 15 miejsc |

## Zabytki i atrakcje
- katolicki kościół parafialny z 1708
- kolumna z 1680
- Muzeum Samochodów (Automobilmuseum Fichtelberg)
- Muzeum Wiejskie (Dorfmuseum Mühlgüt’l)

## Współpraca
Miejscowości partnerskie:
- Jesús María – dzielnica Limy, Peru
- Oberwiesenthal, Saksonia
- Podčetrtek, Słowenia

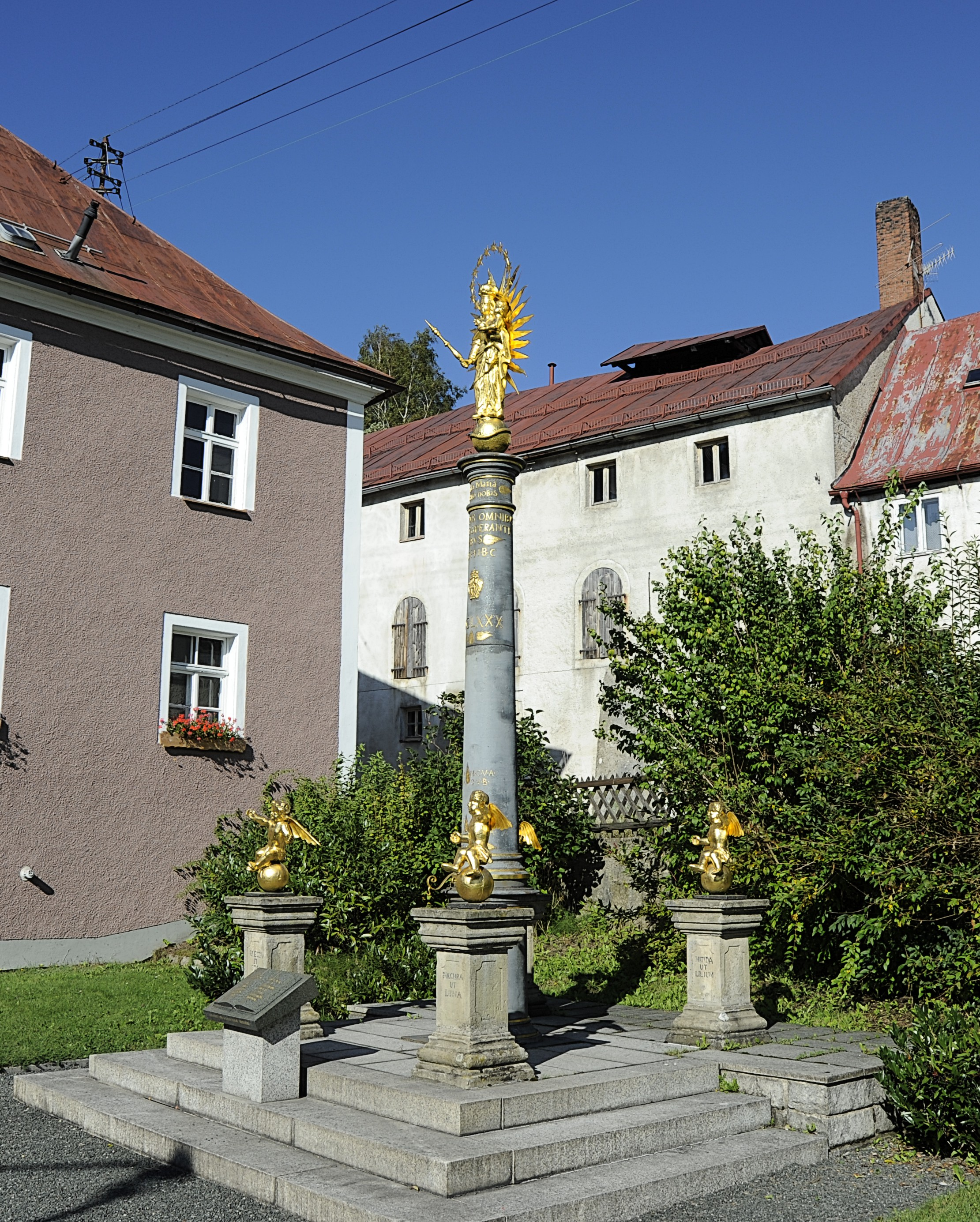
Kolumna maryjna
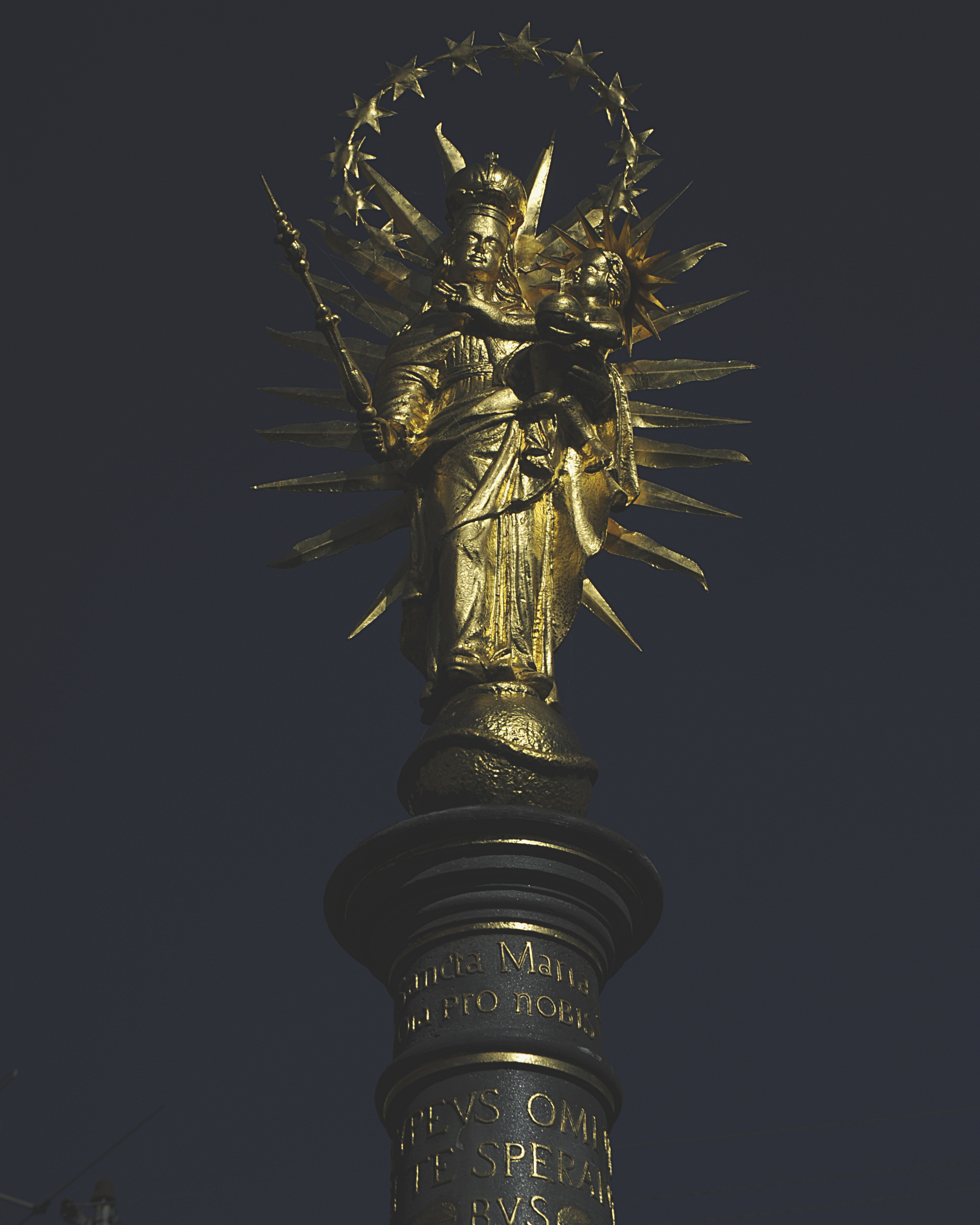
Kolumna maryjna